# Christiaan Alting von Geusau
Christiaan WJM Alting von Geusau (23 de novembro de 1971) é um cientista jurídico neerlandês.
Estudou no Maurick College e no Instituto Vrijbergen. De 1990 a 1991, estudou filosofia na Universidade Franciscana de Steubenville, de 1991 a 1996 em direito na Universidade de Leiden (Mag. Iur.), De 1996 a 1997 na Universidade de Heidelberg (LL). M.) e de 2008 a 2012 na Universidade de Viena (Dr. iur.) Com Gerhard Luf e Ernst Hirsch Ballin. Desde 2014, é Reitor e Professor de Filosofia Jurídica e Educação Cristã na Universidade Católica ITI de Trumau (anteriormente: International Theological Institute) onde é Diretor de Desenvolvimento e Chefe do Departamento Jurídico desde 2004. Em 2018, ele também foi nomeado professor honorário da Universidade de San Ignacio de Loyola com um chiado principal em Lima, Peru. Em 2013, ele fundou a Schola Thomas Morus, uma escola particular católica em Baden, perto de Viena, e desde 2017 em Trumau, Baixa Áustria. Desde a sua criação em 2010, ele também foi Presidente da Rede Internacional de Legisladores Católicos.

## Trabalhos (seleção)
- Human dignity and the law in post-war Europe. Roots and reality of an ambiguous concept. Wolf Legal Publishers, Oisterwijk 2013, ISBN 90-5850-958-3 (zugleich Dissertation, Wien 2012).
- Catholic education in the West. Roots, reality, and revival (= Christian social thought series. Band 19). Acton Institute, Grand Rapids 2013, ISBN 1938948572.